# 廖振
廖振（1933年12月24日—2015年3月24日），原名廖其光，男，广东梅县人，中国作家，曾任梅州市文学艺术界联合会副主席。